# Miroslav Baranek
Miroslav Baranek (* 10. listopadu 1973 Havířov) je bývalý český fotbalový záložník a reprezentant. V dresu Sparty Praha se radoval ze zisku pěti ligových titulů. Ve Spartě poté působil v roli vedoucího mužstva. V dresu české fotbalové reprezentace odehrál v letech 1995–2002 celkem 17 zápasů a vstřelil 5 branek.

## Klubová kariéra
Miroslav Baranek je odchovancem fotbalu v Horní Suché (současný název TJ Depos Horní Suchá), odkud ještě v žákovském věku přešel do sousedního Baníku Havířov (současný název MFK Havířov).[zdroj?] S prvoligovým českým fotbalem začínal ve Vítkovicích, kde strávil sezonu 1993/94. Poté se stěhoval do druholigového moravského klubu FC LeRK Brno (jaro 1995) a následně do Olomouce, kde se stal velkou oporou SK Sigma Olomouc po dvě sezony. Jeho výkonů si všimlo vedení Sparty a přivedlo si ho do svého týmu. I tam se stal oporou mužstva. V roce 2001 českou ligu načas opustil, ale v Německu se příliš neprosadil a vrátil se zpět do Sparty. Tam už ale tolik nezářil a byl propuštěn. Půlku sezony 2004/05 strávil v Mladé Boleslavi, než se usídlil v Jablonci, kde je i na začátku sezóny 2007/08 velmi důležitým článkem týmu. Po skončení ročníku se však vedení klubu rozhodlo neprodloužit Barankovi smlouvu a hráč zamířil do druholigového rakouského klubu Trenkwalder Schwadorf. Tam se ale po výměně trenéra příliš neprosadil. V letech 2009–2011 nastupoval za mužstvo ASK Kottingbrunn v rakouské regionální soutěži. Po odchodu z Kottingbrunnu hrál za rakouský tým SC Laa/Thaya odkud přestoupil v průběhu sezony 2011/12 do 1. SK Prostějov.
Na amatérské úrovni pak od března 2012 hrál v pražském přeboru za SK Třeboradice, kde se společně s Václavem Drobným stal základní páteří mužstva.

## Reprezentační kariéra
V roce 1998 odehrál tři utkání za český reprezentační B-výběr na turnaji v čínské Šanghaji. Postupně hrál proti TSV 1860 München (výhra 1:0), Ramplas Juniors (prohra 1:2) a FC Šanghaj (výhra 3:0). Miroslav Baranek v každém zápase vstřelil po jednom gólu.
Dostal se i do reprezentačního A-mužstva, za které v letech 1995–2002 odehrál 17 zápasů a zaznamenal 5 branek. Debutoval 13. prosince 1995 v přátelském utkání proti domácímu Kuvajtu (výhra ČR 2:1). 15. srpna 2001 vstřelil hattrick v přátelském zápase proti Jižní Koreji, čímž přispěl k vysoké výhře českého národního mužstva 5:0.

### Reprezentační góly a zápasy
Zápasy Miroslava Baranka v A-mužstvu České republiky 
| Rok    | Zápasy | Góly |
| ------ | ------ | ---- |
| 1995   | 1      | 0    |
| 1996   | 0      | 0    |
| 1997   | 0      | 0    |
| 1998   | 2      | 1    |
| 1999   | 8      | 1    |
| 2000   | 1      | 0    |
| 2001   | 3      | 3    |
| 2002   | 2      | 0    |
| Celkem | 17     | 5    |

Góly Miroslava Baranka za reprezentační A-mužstvo České republiky 
| Gól | Datum        | Stadion                                   | Soupeř              | Skóre (min.) | Výsledek | Soutěž                   |
| --- | ------------ | ----------------------------------------- | ------------------- | ------------ | -------- | ------------------------ |
| 010 | 10. 10. 1998 | Koševo, Sarajevo, Bosna a Hercegovina     | Bosna a Hercegovina | 00:10(12.)   | 0:1      | Kvalifikace na EURO 2000 |
| 02  | 18. 8. 1999  | Sportovní areál Drnovice, Drnovice, Česko | Švýcarsko           | 03:00(88.)   | 3:0      | přátelský zápas          |
| 03  | 15. 8. 2001  | Sportovní areál Drnovice, Drnovice, Česko | Jižní Korea         | 02:00(66.)   | 5:0      | přátelský zápas          |
| 04  | 15. 8. 2001  | Sportovní areál Drnovice, Drnovice, Česko | Jižní Korea         | 04:00(86.)   | 5:0      | přátelský zápas          |
| 05  | 15. 8. 2001  | Sportovní areál Drnovice, Drnovice, Česko | Jižní Korea         | 05:00(90.)   | 5:0      | přátelský zápas          |